# Gheorghe Manu
Gheorghe Manu (ur. 26 lipca 1833 w Bukareszcie, zm. 16 maja 1911 tamże) – rumuński generał i polityk. W okresie od 5 listopada 1899 do 15 lutego 1891 premier Rumunii, wielokrotny minister wojny z ramienia Partii Konserwatywnej. Przewodniczący Izby Deputowanych w okresie od 26 lutego 1892 do 24 października 1895. Uczestnik wojny rosyjsko-tureckiej (1877-1878).

## Życiorys

### Edukacja i kariera wojskowa
Urodził się w starej rodzinie bojarskiej – jego ojciec, Ion Manu, był kajmakamem Muntenii, a matka Ana pochodziła z potężnego rodu Ghica. Początkowo zdobywał wykształcenie w kraju, po czym w wieku 14 lat wyjechał do Prus by podjąć studia w szkole kadetów w Poczdamie. Ukończywszy naukę w 1853 roku za zgodą rządu rumuńskiego wstąpił do armii pruskiej w stopniu podporucznika by kontynuować specjalizację w 1 Pułku Artylerii Polowej Gwardii w Berlinie. We wrześniu 1858 roku wrócił do kraju, gdzie powierzono mu za zadanie reorganizację rumuńskiej artylerii. Równolegle rozpoczął karierę wykładowcy w Szkole Wojskowej w Bukareszcie. Jego służba wojskowa charakteryzowała się licznymi przerwami, ze względu na zaangażowanie w życie polityczne. Po raz pierwszy zrezygnował ze służby czynnej w 1869 roku będąc w stopniu pułkownika. W związku z wybuchem wojny rosyjsko-tureckiej (1877-1878) – określanej w historiografii rumuńskiej jako wojna o niepodległość – ponownie wstąpił w szeregi armii w marcu 1877 roku. Zaledwie miesiąc później, w dniu 24 kwietnia 1877 roku, został mianowany przez króla Karola I generałem brygady.
W czasie działań wojennych na terytorium obecnej Bułgarii dowodził 4 Dywizją Piechoty w walkach pod Nikopolem, a następnie jako dowódca artylerii armii rumuńskiej uczestniczył w oblężeniu Plewna (lipiec – grudzień 1877) i okupacji Widynia (luty 1878). Za zasługi na polu bitwy został pierwszym rumuńskim oficerem odznaczonym medalem Virtutea militară, nadanym mu przez króla Karola I w dniu 10 maja 1878 roku.
Po zakończeniu wojny przez krótki czas pełnił funkcję generalnego inspektora artylerii (5 sierpnia – 19 grudnia 1878 roku), po czym zakończył służbę w wyniku demobilizacji. Powrócił do armii jeszcze na krótki okres na początku lat 80., obejmując dowództwo 3 Dywizji, a następnie ponownie funkcję generalnego inspektora artylerii (od 20 lipca 1881 roku). Karierę wojskową zakończył definitywnie 11 marca 1883 roku, poświęcając się całkowicie działalności politycznej.

### Kariera polityczna
Już w latach 60. udzielał się w grupie młodych konserwatystów „Juna dreaptă” (Młoda Prawica), a następnie w kręgach zbliżonych do dziennika „Timpul” („Czas”), którego członkowie weszli do utworzonej oficjalnie w 1880 roku Partii Konserwatywnej. Po swoim pierwszym rozbracie z armią, jeszcze w stopniu pułkownika, mianowany został na stanowisko ministra wojny w trzech następujących po sobie rządach konserwatystów: Dimitrie Ghica (14 czerwca 1869 – 27 stycznia 1870), Alexandru Golescu (2 lutego – 18 kwietnia 1870) i Manolache Costache Epureanu (20 kwietnia – 14 grudnia 1870). W 1870 roku po raz pierwszy uzyskał mandat poselski do Izby Deputowanych. Następnie, w październiku 1874 roku, wybrany został na burmistrza Bukaresztu, z którego to stanowiska zrezygnował w marcu 1877 roku w związku z wybuchem wojny i podjęciem czynnej służby wojskowej. Po zakończeniu działań militarnych ponownie aktywnie zaangażował się w życie polityczne.
W 1879 roku wybrany został senatorem do rumuńskiego Parlamentu. Po ostatecznym rozbracie z armią w 1883 roku stał się jednym z liderów Partii Konserwatywnej, reprezentując jej najbardziej twarde skrzydło. W ciągu następnych 25 lat pełnił szereg funkcji ministerialnych w zmieniających się rządach konserwatystów: ministra wojny (12 listopada 1888 – 3 listopada 1889 i 22 grudnia 1904 – 12 marca 1907); ministra rolnictwa, przemysłu, handlu i własności ziemskiej (27 listopada – 18 grudnia 1891); ministra spraw wewnętrznych (9 stycznia – 7 lipca 1890) oraz ministra finansów (11 kwietnia 1899 – 9 stycznia 1900).
Szczytowym osiągnięciem jego kariery politycznej było objęcie funkcji premiera w dniu 5 listopada 1889 roku. W stworzonym przez siebie gabinecie zajmował także stanowisko ministra spraw wewnętrznych. Pracami rządu kierował ponad rok, do 13 lutego 1891 roku, kiedy na stanowisku premiera zastąpił go Ion Emanuel Florescu. Rok później, 16 lutego 1892 roku, wybrany został na przewodniczącego Izby Deputowanych, którą to funkcję sprawował do 24 października 1895 roku.

### Ocena działalności
Współcześni mu krytycy zbliżeni do kręgów konserwatywnych (Gh. Panu) zarzucali mu przenoszenie militarnego stylu sprawowania władzy do polityki, w której dominującą rolę przykładał do dyscypliny i procedur. Uchodził za osobę kapryśną zarówno w wojsku, jak i w polityce, co argumentowano ciągłymi zmianami służby wojskowej na cywilną i odwrotnie. Wtykano mu także brak odpowiedniej elastyczności i szerszego spojrzenia oraz prowadzące do osłabienia Partii Konserwatywnej konflikty z czołowymi postaciami nurtu konserwatywnego – Take Ionescu i Petre P. Carpem. Na tym tle doszło zresztą do jego rezygnacji z działalności w Partii Konserwatywnej w 1907 roku (stał się posłem niezależnym), będącej sprzeciwem wobec zjednoczenia partii z grupą „Junimea” pod przewodnictwem P.P. Carpa. Doceniany jest natomiast jego wkład w rozwój rumuńskiej artylerii oraz rola jaką odegrał podczas wojny rosyjsko-tureckiej (1877-1878).